# Mesoleius montegratus
Mesoleius montegratus là một loài tò vò trong họ Ichneumonidae.